# Aeroporto di Benin
L'Aeroporto di Benin (IATA: BNI, ICAO: DNBE) è un aeroporto nigeriano situato nel tessuto urbano della città di Benin City, capitale dello stato federale dell'Edo.
La struttura, posta all'altitudine di 79 m (258 ft) sul livello del mare, è dotata di un solo terminal ed una sola pista con fondo in asfalto lunga 2 399 m e larga 45 m (7 870 x 148 ft) con orientamento 05/23 e dotata di impianto di illuminazione ad alta intensità (HIRL).
L'aeroporto è gestito dalla Federal Airports Authority of Nigeria (FAAN), effettua attività secondo le regole e gli orari sia IFR che VFR ed è aperto al traffico commerciale.
Inoltre è sede dell'81 Air Maritime Group (81 AMG) della Nigerian Air Force che opera con gli ATR 42-500MP e Dornier Do 228-212.